# Торговое соглашение (1782)
Торговое соглашение — договор, подписанный между Кубинским ханством и Россией в 1782 году о торговле. Копия соглашения хранится в Центральном государственном военно-историческом архиве.

## Заключение
Соглашение было подписано в Баку в результате переговоров между Войновичем и Фатали-ханом Губинским, которые продолжались с 13 по 26 августа 1782 года. Данное торговое обязательство предоставляло русским купцам право беспошлинной торговли во всех владениях губинского хана. Соглашение состояло из пяти пунктов. Фатали-хан Губинский предоставляя русским купцам право беспошлинной торговли во всех своих владениях пытался добиться отмены повышения пошлин на товары азербайджанских купцов в русских городах, что было безрезультатным.

### Обязательства
Подвластные Фатали-хану феодалы в Дербенте, Баку, Сальянах и в других Прикаспийских областях не должны вмешиваться в дела русских подданных, требовать с купцов или с приказчиков какие-либо пошлины. При нарушении обязательств со стороны вассалов или чиновников, правитель сурово наказывал их. Данное обязательство было направлено на устранение злоупотреблений в торговых отношениях и способствовало дальнейшему развитию торговли между ханством и Россией.